# Olivier Hussenot
Olivier Hussenot (* 10. September 1913 in Paris; † 25. August 1978 in Meudon) war ein französischer Schauspieler.

## Leben
Olivier Hussenot wurde in den 1930er Jahren bei den Comédiens routiers, der Theatergruppe der Pfadfinder, ausgebildet. Nach dem Zweiten Weltkrieg wurde er als Theater- und Filmschauspieler tätig.
1946 gründete er zusammen mit Jean-Pierre Grenier (1914–2000) die Compagnie Grenier-Hussenot, die eine bedeutende Rolle im französischen Nachkriegstheater spielte. 1957 brachte die Compagnie am Théâtre Martigny die französische Erstaufführung von Dürrenmatts Der Besuch der alten Dame mit Sylvie in der Rolle der Claire auf die Bühne.
Seine erste Filmrolle hatte er 1948 in dem Film Les Dieux du dimanche von René Lucot. Er hatte zahlreiche Nebenrollen als Kommissar oder Polizist im französischen Kino. 1958 spielte er „Kommissar Lagrume“ in Kommissar Maigret stellt eine Falle.

## Filmografie (Auswahl)
| - 1950: Trois Télégrammes - 1952: Die junge Irre (La jeune folle) - 1952: Von Sensationen gehetzt (Les dents longues) - 1952: Fanfan, der Husar (Fanfan la tulipe) - 1952: Rendezvous in Granada (Rendez-vous à Grenade) - 1952: Die Liebe endet im Morgengrauen (Les amours finissent à l‘aube) - 1953: Mamsell Nitouche (Mam'zelle Nitouche) - 1954: Menschen am Trapez (Obsession) - 1955: Küsse, Kugeln und Kanaillen (Je suis un sentimental) - 1955: Das große Manöver (Les grandes manœuvres) - 1955: Nachts auf den Boulevards (Bedevilled) - 1957: Immer wenn das Licht ausgeht (Pot bouille) - 1958: Kommissar Maigret stellt eine Falle (Maigret tend un piège) - 1958: Die Wurzeln des Himmels (The Roots of Heaven) - 1959: Verflucht sei der Tag (Une gueule comme la mienne) - 1960: Vis-à-vis (Les Scélérats) | - 1961: Louis, die Schnatterschnauze (Dans l'eau... qui fait des bulles!...) - 1964: Der Gnadenstoß (Le coup de grace) - 1964: Schnelle Colts für Jeannie Lee (Sfida a Rio Bravo) - 1965: Une chambre à louer (Fernsehserie, 24 Folgen) - 1966: Renn nicht ins offene Messer (La vie de la violence) - 1967: Le Dimanche de la vie - 1970: Träume auf Bestellung (Ils) - 1972: Nur eine Frage der Zeit (Pas folle la guêpe) - 1972: Mord bleibt Mord (Un meurtre est un meurtre) - 1973: Die Abenteuer des Monsieur Vidocq (Les Nouvelles Aventures de Vidocq, Fernsehserie, 1 Folge) - 1974: Die Nächte der Gamiani (Pourvou qu’on ait l‘ivresse) - 1977: Eine Wolke zwischen den Zähnen (Un nuage entre les dents) - 1978: Das Gefährliche Spiel von Ehrgeiz und Liebe (La Part du feu) - 1979: Der Baron von Münchhausen (Les Fabuleuses Aventures du légendaire baron de Münchhausen) (Zeichentrickfilm, Stimme) |